# Харасавэй (река, впадает в пролив Шарапов Шар)
Харасавэй (также Харасовая, Харасавэйяха) — река в России, протекает по территории Ямальского района Ямало-Ненецкого автономного округа, на полуострове Ямал. Длина реки — 271 км, площадь водосборного бассейна — 3480 км².
Река вытекает из небольшого озерка в центральной части полуострова Ямал на высоте более 25 м над уровнем моря. Преимущественно течёт на северо-запад, по тундровой местности с участками лесотундры. В верхнем и среднем течении берега часто обрывистые, активно меандрирует. В бассейне большое количество некрупных озёр и болот. Впадает несколькими рукавами в пролив Шарапов Шар Карского моря в 46 к юго-западу от устья реки Тивтейяхи. Река испытывает приливно-отливные течения. Перед устьем ширина реки достигает 208-345 м, а глубина — 3,5-4 м.
Река богата рыбой, в ней обитают чир и сиг-пыжьян, на зимовку заходят омуль и навага. Озёра в пойме реки используются для кратковременного весеннего нагула. Промышленный лов не ведётся.

## Основные притоки
Указаны поименованные притоки длиной более 30 км.
| Название    | Расстояние от устья | Длина | Положение |
| ----------- | ------------------- | ----- | --------- |
| Силъяха     | 5                   | 47    | правый    |
| Хальмеръяха | 22                  | 47    | правый    |
| Лырахэйяха  | 105                 | 61    | правый    |
| Томбойсё    | 152                 | 92    | правый    |
| Хондеяха    | 174                 | 70    | правый    |

## Данные водного реестра
По данным государственного водного реестра России относится к Нижнеобскому бассейновому округу, водохозяйственный участок — реки бассейна Карского моря от западной границы бассейна реки Большая Ою до мыса Скуратова, речной подбассейн реки — подбассейн отсутствует. Речной бассейн реки — Реки бассейна Карского моря междуречья Печоры и Оби.
Код объекта в государственном водном реестре — 15010000112115300039942.